# Yaël Braun-Pivet
Yaël Braun-Pivet (Nancy, 7 december 1970) is een Franse politica. Sinds 28 juni 2022 is zij voorzitter van de Nationale Vergadering. Eerder diende zij korttijdig als minister van Overzeese Gebiedsdelen van 20 mei tot 25 juni 2022 in de regering-Borne onder het presidentschap van Emmanuel Macron.
Braun-Pivet vertegenwoordigt de vijfde kieskring van het departement Yvelines in de Nationale Vergadering sinds 21 juni 2017. Sinds 28 juni 2020 is zij ook gemeenteraadslid in Le Vésinet naast Parijs. Na de parlementsverkiezingen 2022 werd zij door parlementsleden van haar partij, Renaissance, naar voren geschoven voor het voorzitterschap van de Nationale Vergadering, tegen de zin van het Élysée. Toch werd zij door een meerderheid van de leden gekozen; daarmee werd zij de eerste vrouw die deze functie bekleedt.
Voor de politiek was zij strafrechtadvocaat vanaf 1996 en later actief voor liefdadigheidsinstellingen. Tussen 2003 en 2012 woonde zij met haar gezin in Taiwan, Japan en Portugal.

## Politieke standpunten
In juli 2019 stemde Braun-Pivet voor de Franse ratificatie van de Comprehensive Economic and Trade Agreement (CETA) van de Europese Unie met Canada. In 2021 stelde ze een nieuw ad-hocorgaan voor om beter toezicht te houden op het besluitvormingsproces van de regering over de COVID-19 pandemie in Frankrijk. Ook in 2021 stemde Braun-Pivet tegen de partijlijn in en steunde in plaats daarvan wetsvoorstellen van de fractie Vrijheden en Grondgebieden die gericht zijn op het legaliseren van hulp bij zelfdoding.